# Росети (Верона)
Росети је насеље у Италији у округу Верона, региону Венето.
Према процени из 2011. у насељу је живело 63 становника. Насеље се налази на надморској висини од 268 м.